# 鵝頸
鵝頸（亦作，音譯），亦作鵝頸區，舊稱寶靈城，是位於香港鵝頸山及東角之間一帶的地方，即大概現時堅拿道一帶，摩利臣山道與波斯富街之間的地方。老一輩的香港本地華人會將鵝頸與鄰近的跑馬地合稱爲「跑鵝區」，全稱為「跑馬地鵝頸橋區」（Happy Valley and Canal Road District）。鵝頸現在是灣仔區區議會的一部份，常被誤視為灣仔東部或銅鑼灣西部（銅鑼灣實位於電氣道一帶的地方），現在灣仔區議會的「鵝頸選區」可看出昔日的鵝頸區的大約範圍。

## 歷史
現今跑馬地以北、鵝頸山和禮頓山之間原來是黃泥涌的出海口。1850年代第4任香港總督寶靈上任後開始在該地進行填海發展工程，將海岸線推進到現今軒尼詩道一帶，而原來的黃泥涌下游段落則被改造成人工河道並延長到新的海岸線，被命名爲寶靈頓運河，而附近新填海開發區則命名爲「寶靈城」。與此同時，英人和華人在域多利城開始形成數個聚居地，1857年起被劃分為「七約」。寶靈城於1866年起列為「第八約」，1888年改為「第九約」。
由於寶靈頓運河又長又窄，彎彎曲曲形似鵝頸，故當時的香港華人俗稱寶靈頓運河爲「鵝澗」或「鵝頸澗」，而位於運河出海口附近，跨越運河的一條行車橋（原址在現今的軒尼詩道於堅拿道天橋底下的一段）則俗稱「鵝頸橋」，後來連運河附近一帶的寶靈城也被稱爲「鵝頸區」，華人習慣稱「鵝頸」多於「寶靈城」。1904年，香港電車開始營運，並通過「鵝頸橋」橫過寶靈頓運河。20世紀初的香港八景之一「鵝澗榕蔭」便指寶靈頓運河兩旁及利園山上的榕樹。

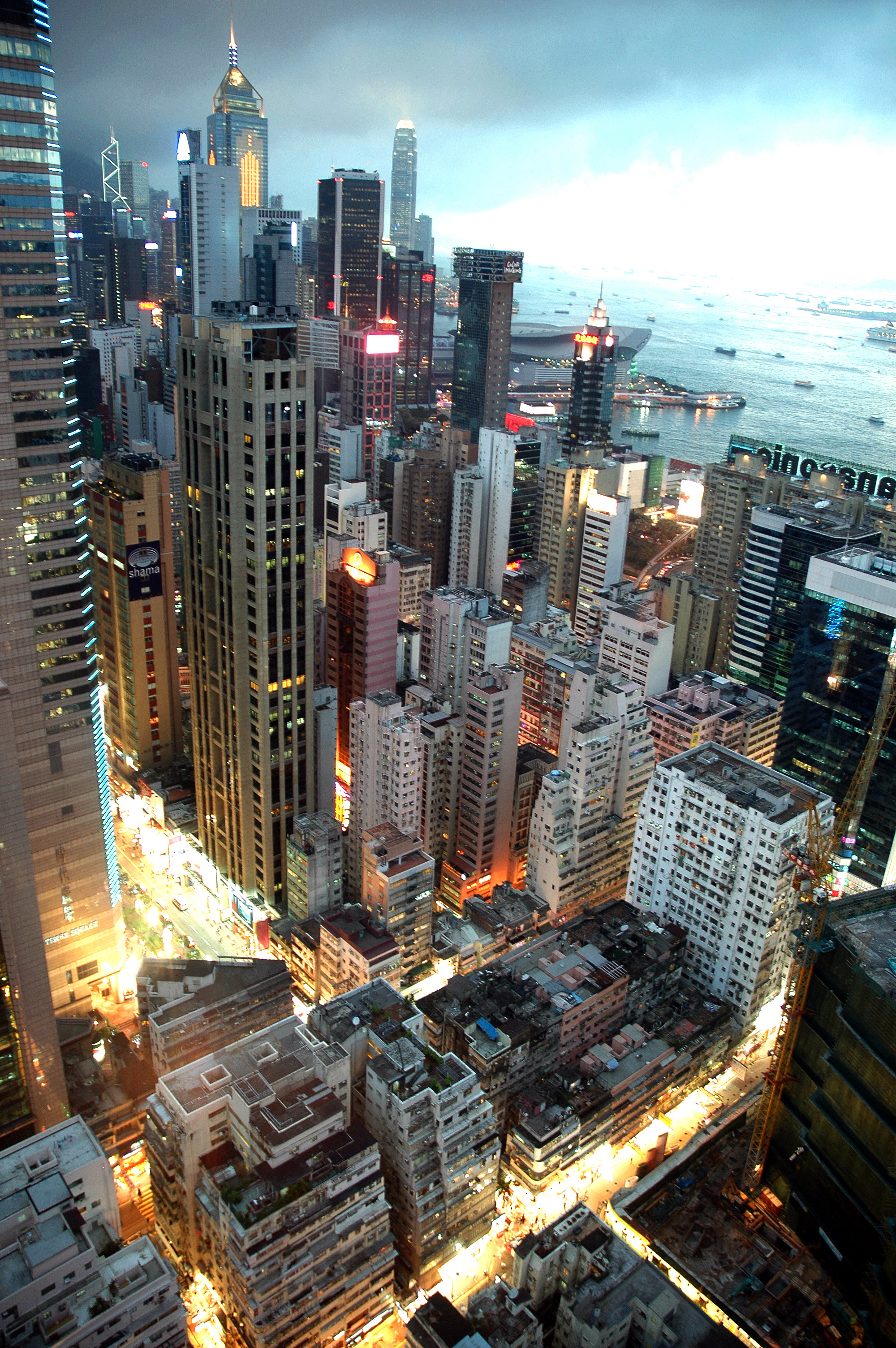
高樓大廈密集的鵝頸

1922年至1929年，港英政府在灣仔一帶進行新一輪的填海工程，不單將海岸線繼續向北推進，而鵝頸橋以南的原寶靈頓運河也變成一條暗渠，鵝頸橋以北則新修築一條明渠連接暗渠與新的出海口，「鵝澗」從此消失，「鵝頸橋」被拆除後改建成普通內陸道路連接原來的軒尼詩道並成爲該路其中一段。當地華人居民繼續使用「鵝頸」作爲中文地名，而港英政府也採納了華人所使用的「鵝頸」的中文稱呼，將「鵝頸」作爲與當地原來英文官方地名“Bowrington”相對應的中文官方名稱，從此「鵝頸」等同“Bowrington”，而原來鵝頸橋附近一帶空地也被闢作地區街市，是爲第一代的「鵝頸街市」。
1963年，港英政府重新將維多利亞城和九龍分成40多個區，鵝頸一帶位處灣仔區和銅鑼灣區的分界線上，加上二戰後整個香港島北岸的發展區逐漸連成一片，原來寶靈城的範圍已不明顯，故區外市民多把鵝頸視爲灣仔和銅鑼灣的一部分，而逐漸忘記地名上的「鵝頸」。

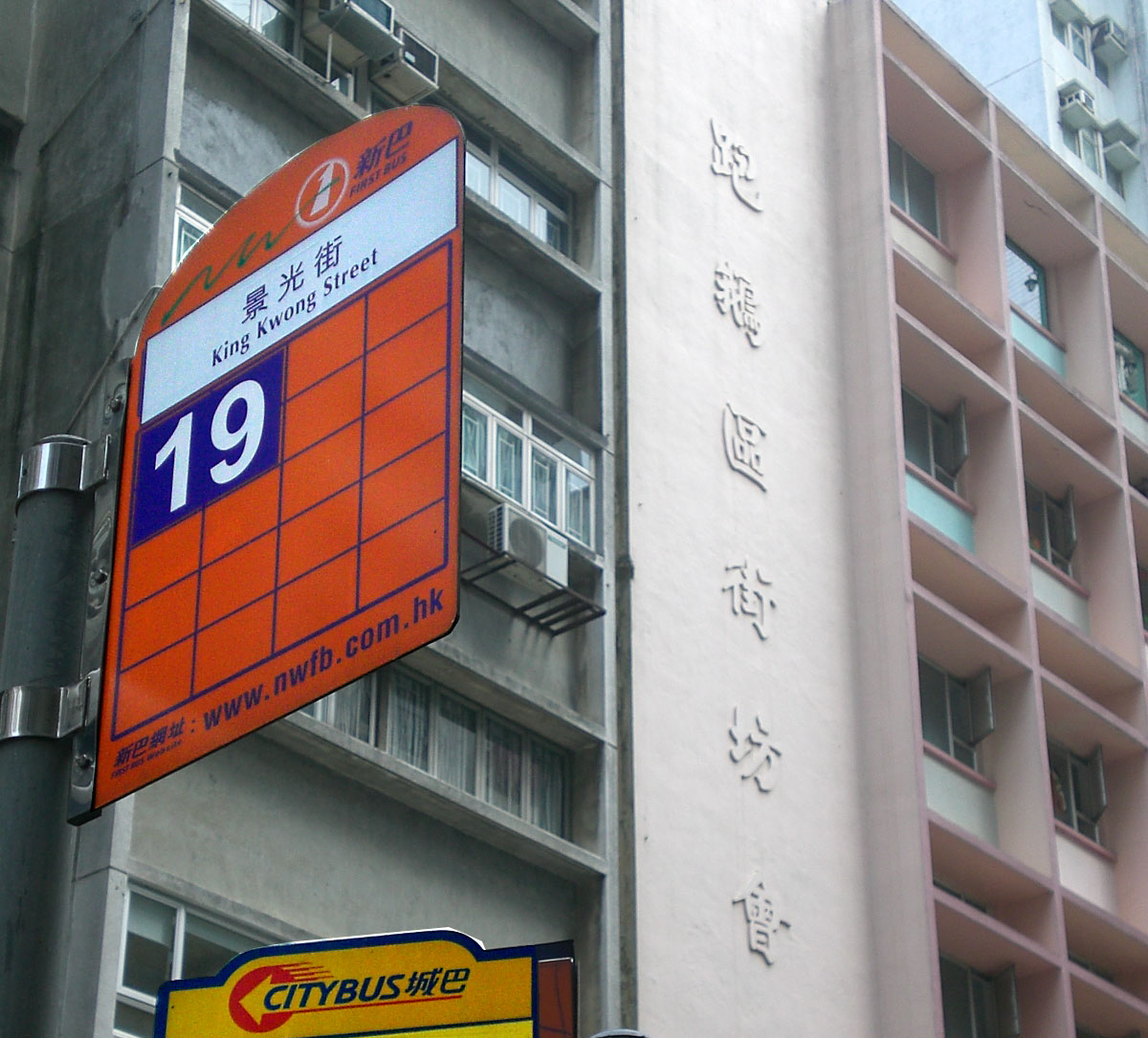
跑馬地鵝頸橋區的跡象之一：位於景光街的跑鵝區街坊會學校（現已停辦）

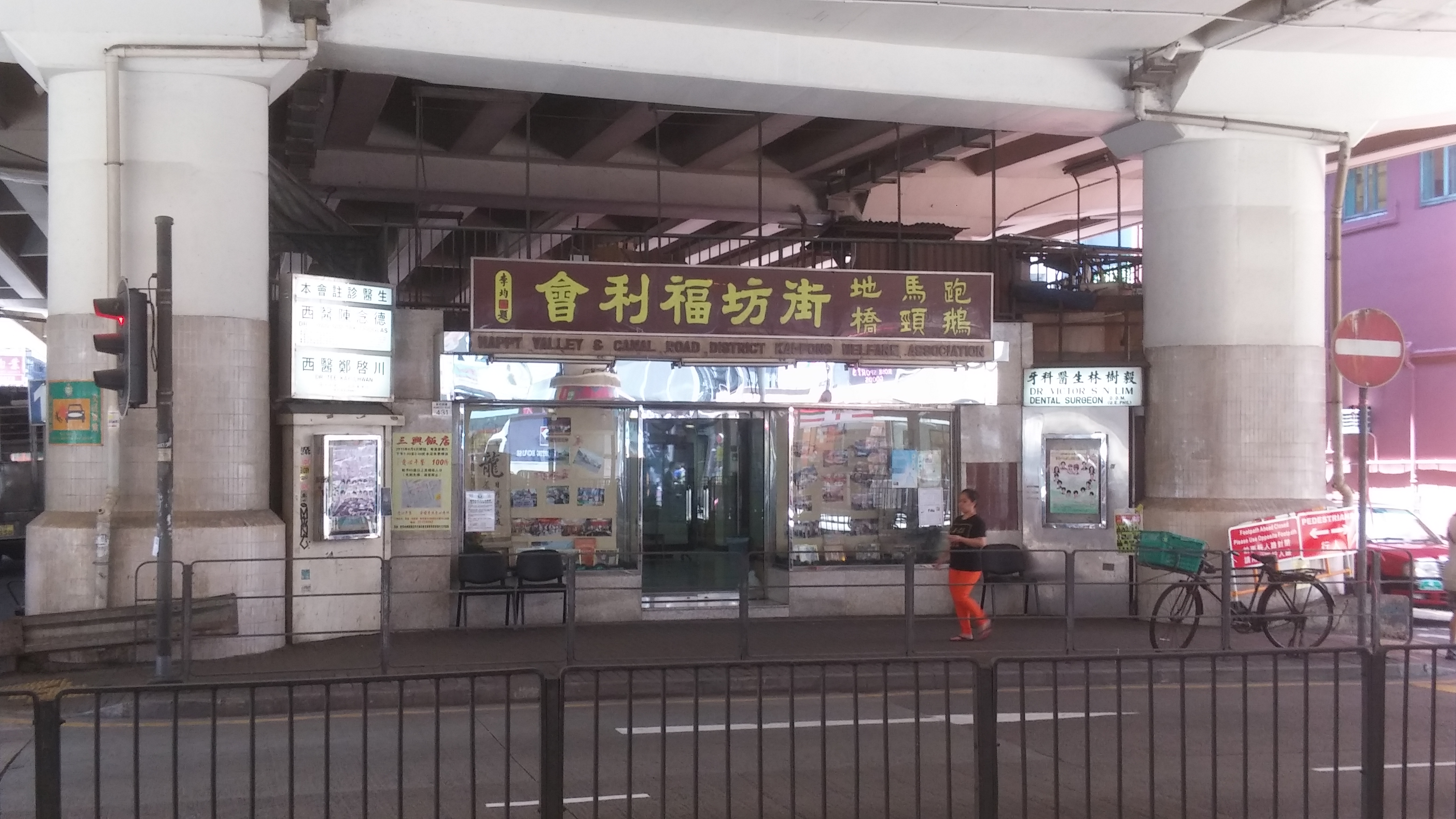
跑馬地鵝頸橋區的跡象之二：位於軒尼詩道431號的跑馬地鵝頸橋街坊福利會

1960年代末，為了配合紅磡海底隧道的啟用，港英政府填平1920年代修築的明渠，並沿着已被覆蓋的明渠和「鵝澗」上方興建一條行車天橋，名爲「堅拿道天橋」，由摩理臣山道起跨越軒尼詩道及告士打道，連接紅磡海底隧道的灣仔出口，於1972年落成。由於堅拿道天橋跨越鵝頸區的腹地，又被當地居民俗稱爲「鵝頸橋」。與此同時，第一代的「鵝頸街市」也因堅拿道天橋工程而遷出原地，最終於1979年搬入堅拿道天橋與寶靈頓道之間的新鵝頸街市（英語：Bowrington Road Market），旁邊的鵝頸熟食中心（英語：Bowrington Road Cooked Food Centre）也於同期建成。另外，堅拿道天橋附近的小巴站也被命名爲「鵝頸橋小巴總站」。
1982年，區議會制度正式建立，鵝頸屬於灣仔區的一部分，堅拿道天橋兩側一般會被單獨劃爲「鵝頸選區」，選區的英文名稱則使用堅拿道的英文名稱“Canal Road”。
自堅拿道天橋落成後，香港社會大衆一般多將該橋視爲灣仔與銅鑼灣的分界線，天橋以東爲銅鑼灣，以西則爲灣仔，但由於灣仔和銅鑼灣的佔地都十分廣闊，如果要精準表達行車天橋附近，市民一般會稱之爲「鵝頸橋一帶」，但多數人則已經忘記「鵝頸」本身就是當地的地名，「鵝頸橋」之名的來源「鵝頸澗」則更不爲人所知，只有「鵝頸橋」因橋下「打小人」習俗之興盛，變成幾乎所有香港市民都知道的地方。不過現今絕大多數香港市民也僅知道現時存在的南北向的、官方名稱爲「堅拿道天橋」的「鵝頸橋」，而不知道1920年代前曾有一條東西向的舊「鵝頸橋」，甚至有些人以爲現在的堅拿道天橋是拆除舊「鵝頸橋」後重建而成的，然而兩者之間其實相隔了40餘年，並無傳承的關係。

## 鵝頸橋打小人

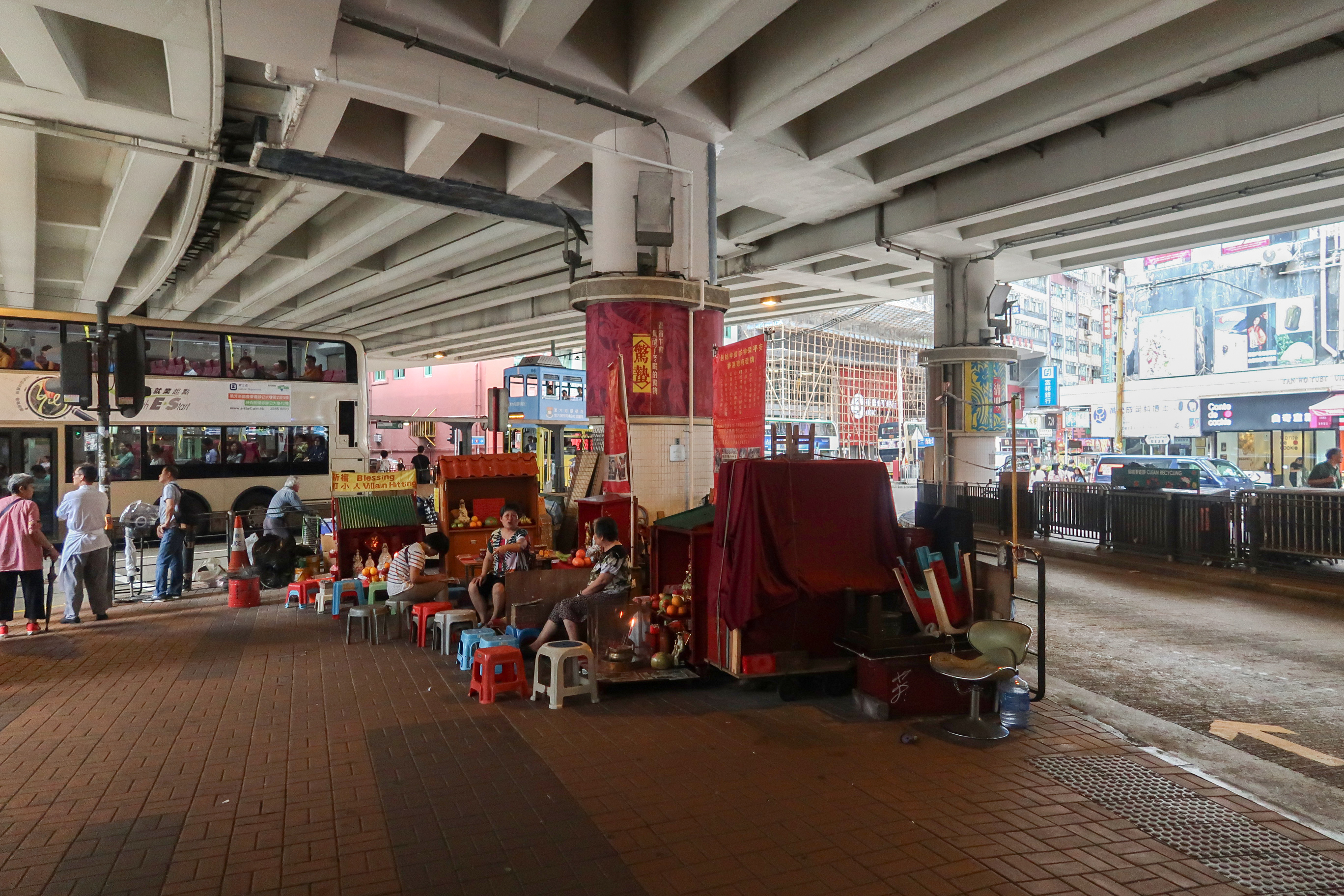
香港鵝頸橋底（堅拿道）的打小人

自堅拿道行車天橋建成以後，逐漸有一些「拜神婆」和「喃嘸佬」在天橋底下的巴士站旁邊聚集，以替人進行「打小人」活動謀生，該地逐漸發展成香港「打小人」活動最集中和興盛的地方，使「鵝頸橋」聲名遠播，每年驚蟄，鵝頸橋底會擠滿前來光顧「打小人」的市民，被「打」對象多是工作單位與自己關係不好的上司和同事，或婚姻關係中的第三者；甚至連在港工作的外國人和珠三角一帶的居民都普遍知道「鵝頸橋打小人」，會特意前來光顧。雖然「打小人」文化源於廣府地區，但由於中華人民共和國成立後中國共產黨政府按照馬克思主義將「打小人」一類的巫術習俗視爲「封建迷信」而進行清理，即使改革開放後「打小人」習俗在廣州等地有所恢復，但其興盛程度遠遠不及香港。香港旅遊發展局更將「鵝頸橋打小人」打造成本土特色旅遊景點，在各種香港旅遊宣傳中對此活動加以宣傳，吸入不少訪港遊客前去觀摩和光顧，成為香港文化的一個特色。
2022年，香港因為新型肺炎第五波情況及政府的清零政策，宣佈取消鵝頸橋底打小人活動。

## 著名地點

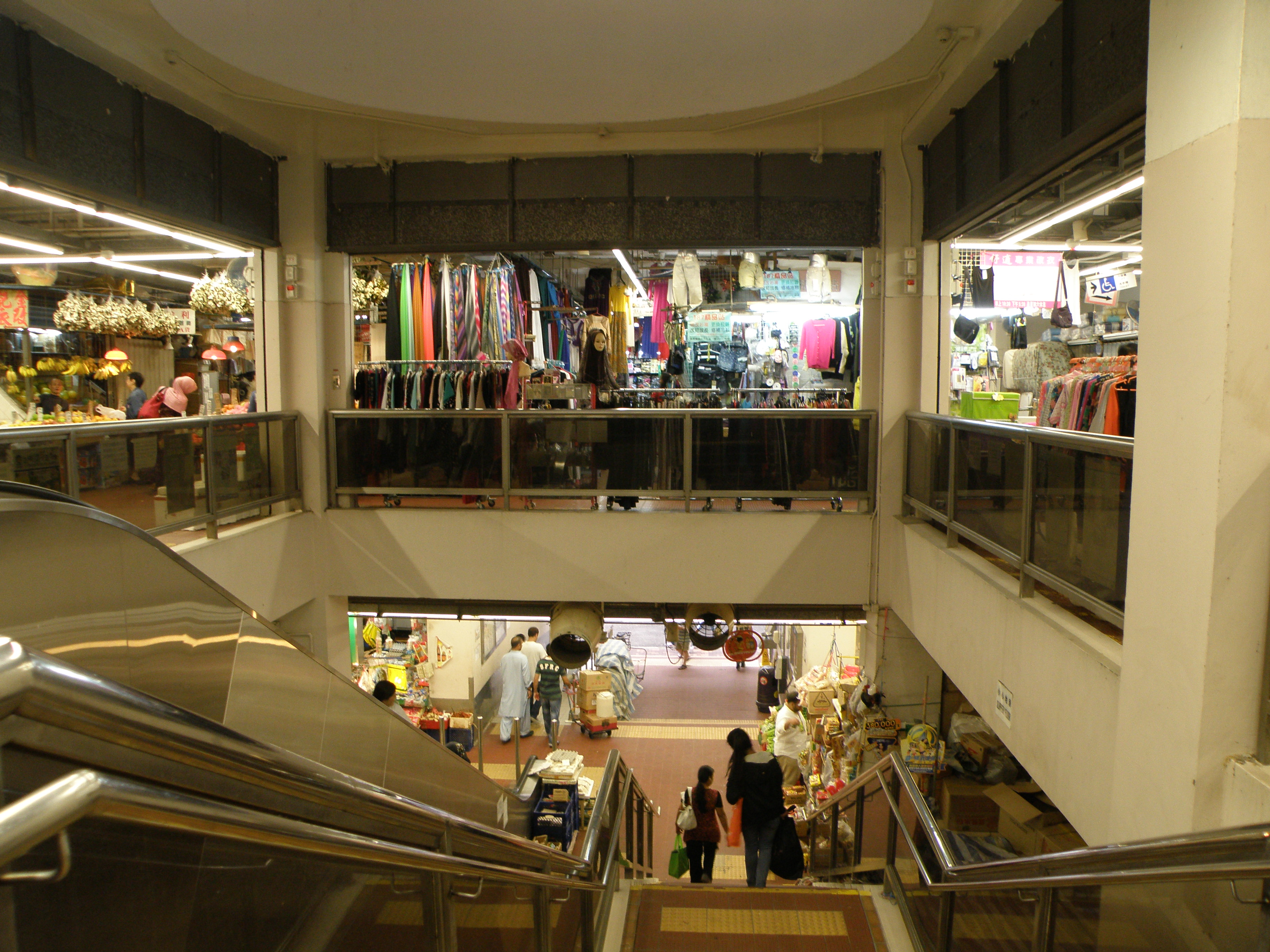
鵝頸街市

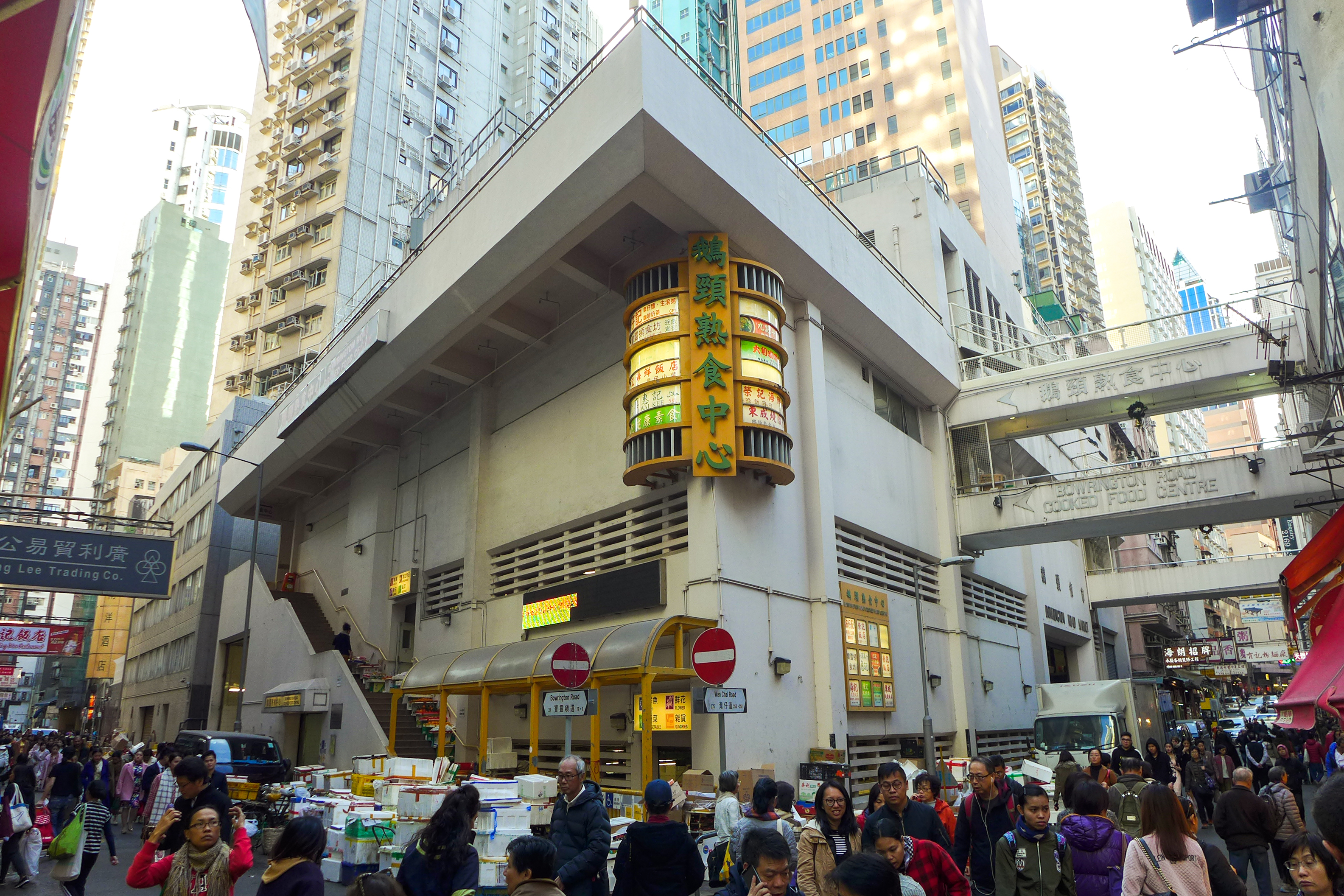
鵝頸街市外貌

- 時代廣場
- 銅鑼灣廣場二期
- 伊利莎伯大廈
- 金朝陽中心2期Midtown
- 鵝頸街市

### 已拆卸建築物
- 銅鑼灣電車廠

## 區議會議席分佈
為方便比較，以下列表以馬師道及摩理臣山道以東、禮頓道以北、波斯富街以西為範圍。
| 年度/範圍                                        | 2000-2003 | 2004-2007 | 2008-2011 | 2012-2015 | 2016-2019 | 2020-2023 |
| ------------------------------------------------ | --------- | --------- | --------- | --------- | --------- | --------- |
| 馬師道及摩理臣山道以東、禮頓道以北、波斯富街以西 | 鵝頸選區  | 鵝頸選區  | 鵝頸選區  | 鵝頸選區  | 鵝頸選區  | 鵝頸選區  |

註：以上主要範圍尚有其他細微調整（包括編號），請參閱有關區議會選舉選區分界地圖及條目。